# جوردي سانشيز (لاعب كرة قدم)
جوردي سانشيز (بالإسبانية: Jordi Sánchez Ribas) هو لاعب كرة قدم إسباني في مركز الهجوم، ولد في 11 نوفمبر 1994 في برشلونة في إسبانيا. لعب مع نومانسيا.

## وصلات خارجية
- جوردي سانشيز على موقع رابطة كرة القدم اليابانية للمحترفين (اليابانية)
- جوردي سانشيز على موقع قاعدة بيانات كرة القدم.إي يو (الإنجليزية)
- جوردي سانشيز على موقع Soccerway.com (الإنجليزية)